# Concerto pour cor et orchestre d'Hindemith
Pour les articles homonymes, voir Concerto pour cor.
 (avril 2017).
Si vous disposez d'ouvrages ou d'articles de référence ou si vous connaissez des sites web de qualité traitant du thème abordé ici, merci de compléter l'article en donnant les références utiles à sa vérifiabilité et en les liant à la section « Notes et références ».
Le Concerto pour cor a été écrit par Paul Hindemith en 1949 pour Dennis Brain, qui l'année suivante en assura la création à Baden-Baden, sous la direction du compositeur.
C'est une œuvre originale quant à la formation orchestrale (bois, cordes et timbales) comme dans sa composition, en trois mouvements, les deux premiers étant des sortes de miniatures, très courts. Le premier, d'allure martiale, a une forme sonate, mais sans développement. Le second, minuscule scherzo, est marqué par des dislocations rythmiques et syncopées. Le troisième mouvement, lui-même divisé en cinq sections, est le plus long.
1. Moderately fast
2. Very fast
3. Very slow - Moderately fast - Fast - Lively - Very slow

Il existe un enregistrement de cette œuvre, réalisé à Londres en 1956, par Dennis Brain et le compositeur, à la tête du Orchestre Philharmonia.